# Charles Winder
Charles Winder (n. 23 iunie 1874, Ohio, SUA – d. 5 martie 1921, West Palm Beach, Florida, SUA) a fost un trăgător de tir ce a reprezentat Statele Unite ale Americii, medaliat olimpic. A participat la o ediție a Jocurilor Olimpice (1908) în care a câștigat o medalie de aur.